# 拉费里耶尔阿朗
拉费里耶尔阿朗（法語：La Ferrière-Harang，法語發音：[la fɛʁjɛʁ aʁɑ̃] ⓘ）是法国卡尔瓦多斯省的一个旧市镇，属于维尔区。2016年，拉费里耶尔阿朗与临近的19个市镇合并为新市镇苏勒夫尔昂博卡日。

## 地理
拉费里耶尔阿朗（48°58'30"N, 0°53'27"W）面积11.43 平方千米，位于法国诺曼底大区卡爾瓦多斯省，该省份为法国西北部沿海省份，北濒大西洋英吉利海峡，东北与滨海塞纳省以海上边界相接，东临厄尔省，南至奧恩省，西与芒什省接壤。
与拉费里耶尔阿朗接壤的市镇（或旧市镇、城区）包括：康波、卡维尔、蒙贝特朗、圣但尼迈松塞勒、圣马丹德伯萨斯、勒图讷尔。

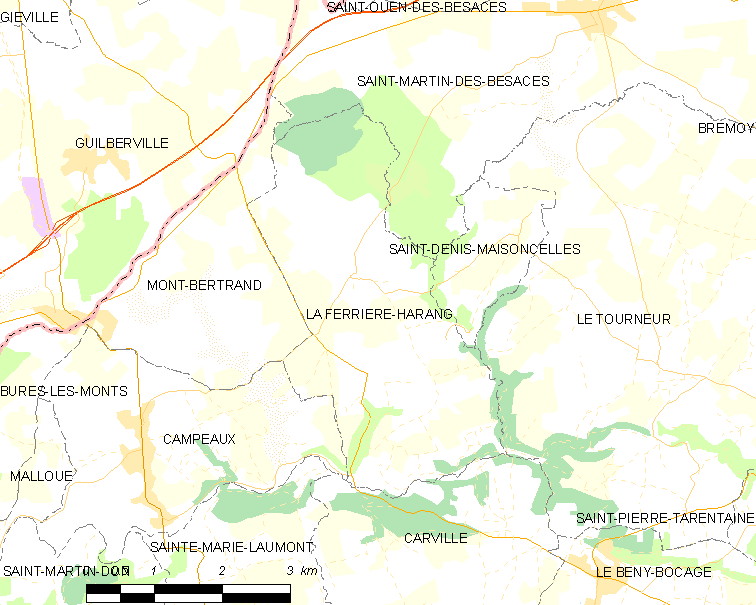
拉费里耶尔阿朗的OSM定位图

拉费里耶尔阿朗的时区为UTC+01:00、UTC+02:00（夏令时）。

## 行政
拉费里耶尔阿朗的邮政编码为14350，INSEE市镇编码为14264。

## 政治
拉费里耶尔阿朗所属的省级选区为诺曼底地区孔代县。

## 人口

1962-2008年间拉费里耶尔阿朗人口变化图示

拉费里耶尔阿朗于2018年1月1日时的人口数量为313人。